# ゲブルーダー・シュティングル
ゲブルーダー・シュティングル（独: Gebrüder Stingl、ゲブリューダー・シュティングル、シュティングル兄弟）は、ピアノを製造するウィーンの同族経営事業であった。住所はウィーンの3区ラントシュトラーセUngargasse 27であった。

## 歴史
創業者アントン・シュティングル（Anton Stingl、1808年9月11日ラーズニェ・キンジュヴァルト生、1895年ピッテン没）は1840年におじの家具職人イグナーツ・シュティングルと共にウィーンへ移住した。アントンは1853年からピアノ木工職人として働き、1860年に独立した。作業場は4区のStarhemberggasse 28に位置していた。当初は、工芸ピアノ製造業者に供給した。会社は1887年に拡張・再編された。3人の息子ヴィルヘルム（1860年-1908年）、イグナーツ（1861年-1915年）、グスタフ（1868年9月7日–1906年11月27日）が会社に加わった。ヴィルヘルムは商工会議所会員、イグナーツは名誉称号Kaiserlicher Rat（帝国顧問）を授与され、グスタフは1900年から1904年までキリスト教社会同盟評議員であった。父の死後、彼らはオーナーとなり、会社は「ゲブルーダー・シュティングル」（シュティングル兄弟）と呼ばれた。
会社は急成長し、10区のLaxenburger Strasse 32に新たな工場が建設された。1895/1896年、古い伝統企業Johann Baptist Streicherがゲブルーダー・シュティングルに売却された。シュティングルの生産はNeuer Streicherhofに移転した。
ゲブルーダー・シュティングルはオーストリア＝ハンガリー帝国帝室・王室御用達ピアノフォルテ製造業者に指名され、1900年4月14日から宮廷ピアノ製造業者となった。ペルシアやセルビア、ブルガリア王室の御用達の称号もゲブルーダー・シュティングルに贈られた。会社はウィーン式とイングランド式のレペティション機構（ダブルエスケープメント）を備えたグランドピアノを製造したが、高品質のコンサートピアノも開発した。特色はハーフペダルと世界最小のピアノ「Piccolo-Mignon」であった。
第一次世界大戦まで、シュティングルオーストリア＝ハンガリー帝国で最大のピアノフォルテ工房へと発展し、約400人の従業員を雇用した。ブダペストにも支店を開いた。帝国の崩壊によって会社は大きな打撃を受け、1918年に「シュティングル・オリジナル」（Stingl-Original）として再編され、次に有限会社、1922年に株式会社となった。住所はTroststraße 10であった。1935年、シュティングルはLauberger & Glossによって買収され、 Lauberger & Glossは「Stingl-Original」のブランド名で楽器の製造を続けた。Lauberger & Glossは1960年代初頭にウィーンのその他のピアノ工房と同様に製造をやめた。
もう一つの「シュティングル」がグスタフ・シュティングルの息子グスタフ・イグナーツ（1900年-1960年）の会社であった。1921年、彼は4区Favoritenstraße 17に会社を設立した。1923年、Robert Rellaが会社に加わった。この会社「グスタフ・イグナーツ・シュティングル」は1920年代以降輸出に重きを置いた。グスタフ・イグナーツ・シュティングルは1932年からピアノおよびオルガン製造業者のギルドの会員であり、後にはその役員であった。会社の本店は後に4区のWiedner Hauptstraße 18に移転し、作業場は12区のWolfganggasse 38に位置した。1948年、ファミリーの合名会社が設立された。これは後にシュティングル家の最後の人物の甥のグスタフ・イグナーツ・スィーヒ（Gustav Ignaz Sych）の単独所有となった。第二次世界大戦後、ウィーン国立音楽大学やウィーン音楽院、ザルツブルク音楽祭への納入が始まった。
カール・ミヒャエル・ツィーラーやフランツ・レハール、ロベルト・シュトルツ、ウド・ユルゲンス、オペラ歌手らなど数多くの音楽家がシュティングルの製品を購入した。シュティングルは日本のピアノ製造業者KAWAIの欧州代表部でもある。